# 切拉蒙泰
切拉蒙泰（義大利語：Cella Monte），是意大利亚历山德里亚省的一个市镇。总面积5.63平方公里，人口523人，人口密度92.9人/平方公里（2009年）。ISTAT代码为006056。